# Premios de la NBA
La Asociación Nacional de Baloncesto (en inglés: National Basketball Association o NBA) presenta 12 premios anuales para reconocer sus equipos, jugadores y entrenadores por sus logros. Esto no incluye el trofeo de campeón de la NBA que se da al ganador de las finales de la NBA.
El trofeo de campeón de la NBA hizo su primera aparición después de las Finales de la NBA de inauguración en 1947. En 1964, fue nombrado después de que Walter A. Brown, quien fue instrumental en la fusión de la Asociación de Baloncesto de América (Basketball Association of America) o (BAA) y la Liga Nacional de Baloncesto (National Basketball League) o (NBL) en la NBA. El diseño del trofeo Brown permaneció igual hasta 1978, cuando el diseño del trofeo actual fue introducido por primera vez a pesar de que retuvo el título Walter A. Brown. En 1984, el trofeo fue renombrado en honor a ex-comisionado de la NBA Larry O'Brien.
Los primeros premios individuales de la NBA fueron el Rookie del Año de la NBA al novato del año y el MVP del All-Star Game al jugador más valioso del juego de estrellas, ambos de los cuales fueron introducidos en 1953. El único premio individual de la postemporada es el Premio Bill Russell al MVP de las Finales de la NBA. El premio Ejecutivo del Año es el único premio no presentado por la NBA. Se nombra anualmente por la revista deportiva Sporting News pero se reconoce oficialmente por la NBA.
Aparte de estos premios anuales, la liga también tiene honores semanales y mensuales durante la temporada regular para sus jugadores y entrenadores.
Cada premio individual, con la excepción del MVP de las finales, se concede al final de la temporada regular, mientras que los Playoffs de la NBA están en curso. Esto es diferente de las otras grandes ligas de deportes profesionales en los que reparten los premios individuales después de que la postemporada ha concluido.

## Trofeos del equipo
| Imagen                  | Premio                 | Creado    | Descripción | Ganador más reciente                                                                        | Ref.        |
| ----------------------- | ---------------------- | --------- | --- | ------------------------------------------------------------------------------------------- | ----------- |
|                         | Trofeo Larry O'Brien   | 1977      | El trofeo de campeón de la NBA es otorgado al equipo ganador de las finales de la NBA desde la temporada 1977-78. Fue renombrado en honor de Larry O'Brien en las Finales de 1984.                | Oklahoma City Thunder                                                                       | [ 3 ] [ 4 ] |
| el trofeo en exhibición | Trofeo Walter A. Brown | 1947-1977 | Primer trofeo de campeón de la NBA, fue otorgado en las finales de la NBA desde la temporada 1946-47 hasta la temporada 1976-77, siendo reemplazado al año siguiente por el Trofeo Larry O'Brien. | Trofeo retirado tras las Finales de 1977 (el último que lo ganó fue Portland Trail Blazers) | [ 5 ]       |

## Premios individuales
| Premio                                                            | Creado | Descripción | Ganador más reciente                            | Ref.   |
| ----------------------------------------------------------------- | ------ | --- | ----------------------------------------------- | ------ |
| MVP del All-Star Game (Trofeo Kobe Bryant)                        | 1953   | Otorgado al jugador con mejor rendimiento en el All-Star Game de la NBA según los votos de un panel de miembros de la prensa.                                                                   | Stephen Curry (Golden State Warriors)           | [ 9 ]  |
| Rookie del Año (Trofeo Wilt Chamberlain)                          | 1953   | Otorgado al mejor novato de la temporada regular de la NBA según los votos de un panel de periodistas deportivos de los Estados Unidos y Canadá.                                                | Stephon Castle (San Antonio Spurs)              | [ 10 ] |
| MVP de la NBA (Trofeo Michael Jordan)                             | 1956   | Otorgado al jugador con mejor rendimiento de la temporada regular de la NBA según los votos de un panel de periodistas deportivos y miembros de los medios de comunicación.                     | Shai Gilgeous-Alexander (Oklahoma City Thunder) | [ 10 ] |
| Entrenador del Año (Trofeo Red Auerbach)                          | 1963   | Otorgado al mejor entrenador de la temporada regular de la NBA según los votos de un panel de periodistas deportivos y miembros de los medios de comunicación.                                  | Kenny Atkinson (Cleveland Cavaliers)            | [ 10 ] |
| MVP de las Finales de la NBA (Trofeo Bill Russell)                | 1969   | Llamado así por Bill Russell; otorgado al jugador con mejor rendimiento de la Finales de la NBA según los votos de un jurado de nueve miembros de la prensa.                                    | Shai Gilgeous-Alexander (Oklahoma City Thunder) | [ 13 ] |
| Ejecutivo del Año                                                 | 1973   | Otorgado al mejor ejecutivo de la oficina principal de la NBA según los votos de los ejecutivos de los 30 equipos de la liga.                                                                   | Sam Presti (Oklahoma City Thunder)              | [ 14 ] |
| Mejor Ciudadano (Trofeo J. Walter Kennedy)                        | 1975   | Llamado así por J. Walter Kennedy; otorgado a un miembro del equipo que mostró "un gran servicio y dedicación a la comunidad", según los votos de la PBWA (Pro Basketball Writers Association). | CJ McCollum (New Orleans Pelicans)              | [ 15 ] |
| Mejor Defensor del Año (Trofeo Hakeem Olajuwon)                   | 1984   | Concedido al superior jugador defensivo de la temporada regular de la NBA según los votos de un panel de periodistas deportivos de los Estados Unidos y Canadá.                                 | Evan Mobley (Cleveland Cavaliers)               | [ 10 ] |
| Sexto Hombre del Año (Trofeo John Havlicek)                       | 1984   | Otorgado al jugador de mejor rendimiento como sustituto o sexto hombre en la temporada regular de la NBA según los votos de un panel de periodistas deportivos.                                 | Payton Pritchard (Boston Celtics)               | [ 10 ] |
| Jugador Más Mejorado (Trofeo George Mikan)                        | 1986   | Otorgado al jugador con el mayor mejoramiento en la temporada regular de la NBA según los votos de un panel de periodistas deportivos de los Estados Unidos y Canadá.                           | Dyson Daniels (Atlanta Hawks)                   | [ 10 ] |
| Jugador Más Deportivo (Trofeo Joe Dumars)                         | 1996   | Otorgado al jugador que muestra "los ideales de compañerismo en la cancha con un comportamiento ético, juego limpio e integridad" según los votos de los jugadores de la NBA.                   | Jrue Holiday (Boston Celtics)                   | [ 10 ] |
| Compañero del Año (Trofeo Twyman-Stokes)                          | 2013   | Otorgado al "compañero ideal" que ejemplifica "el juego desinteresado, comprometido y dedicatorio a su equipo" según los votos de los jugadores de la NBA.                                      | Stephen Curry (Golden State Warriors)           | [ 16 ] |
| Premio Hustle                                                     | 2017   | Galardón creado para premiar esos 'intangibles', otorgado al jugador que con más intensidad se involucra en el juego, según la estadística 'Hustle'.                                            | Draymond Green (Golden State Warriors)          | [ 17 ] |
| Social Justice Champion (Trofeo Kareem Abdul-Jabbar)              | 2021   | Otorgado al jugador que persigue la justicia social y defiende sus valores de igualdad, diversidad e inclusión.                                                                                 | Jrue Holiday (Boston Celtics)                   |        |
| MVP de las Finales de la Conferencia Este (Trofeo Larry Bird)     | 2022   | Otorgado al mejor jugador de las finales de la Conferencia Este. | Pascal Siakam (Indiana Pacers)                  | [ 18 ] |
| MVP de las Finales de la Conferencia Oeste (Trofeo Magic Johnson) | 2022   | Otorgado al mejor jugador de las finales de la Conferencia Oeste. | Shai Gilgeous-Alexander (Oklahoma City Thunder) | [ 18 ] |
| Clutch Player of the Year (Trofeo Jerry West)                     | 2022   | Otorgado al jugador más determinante en momento decisivos | Jalen Brunson (New York Knicks)                 |        |

## Honores
| Honor                     | Creado | Descripción | Ref.   |
| ------------------------- | ------ | --- | ------ |
| Mejor quinteto de la NBA  | 1947   | Tres equipos (un primer, segundo y tercer equipo ideales) compuestos por los mejores jugadores de la liga después de cada temporada de la NBA según los votos de un panel de periodistas deportivos de los Estados Unidos y Canadá. | [ 19 ] |
| Mejor quinteto de rookies | 1963   | Dos equipos (un primer y segundo equipo) compuestos por los mejores novatos en la temporada regular según los votos de los entrenadores en jefe de la NBA. Los entrenadores no pueden votar por jugadores de su propio equipo.      | [ 20 ] |
| Mejor quinteto defensivo  | 1969   | Dos equipos (un primer y segundo equipo) compuestos por los mejores jugadores defensivos en la temporada regular según los votos de los entrenadores de la NBA. Los entrenadores no pueden votar por jugadores de su propio equipo. | [ 21 ] |